# EU-Gipfel 2007
Der EU-Gipfel 2007 fand vom 21. bis 22. Juni 2007 in Brüssel, Belgien, statt. Den Vorsitz hatte die deutsche Bundeskanzlerin Angela Merkel.

## Themen und Teilnehmer
Zentrales Thema des Treffens waren Verhandlungen über einen neuen EU-Grundlagenvertrag als Ersatz für die gescheiterte EU-Verfassung.
Die europäische Verfassung war zuvor am Veto der Niederländer und Franzosen gescheitert. Wichtigster Konflikt des dreitägigen Gipfels war der Widerstand Polens gegen das geplante Abstimmungsverfahren der „doppelten Mehrheit“ im Europäischen Rat. Bundeskanzlerin Merkel bemühte sich in einem Beichtstuhlverfahren mit mehreren Staats- und Regierungschefs um einen Kompromiss über den Grundlagenvertrag.

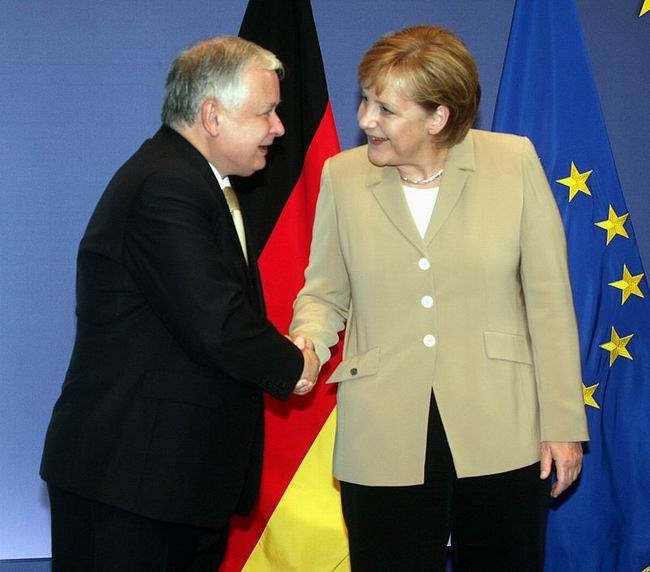
Angela Merkel, Vorsitzende des Gipfels, begrüßt den polnischen Präsidenten Lech Kaczyński

Das Scheitern der EU-Verfassung bei Volksabstimmungen in Frankreich und den Niederlanden hatte 2005 zu einer Lähmung der EU geführt. Erst 2007 hatten die europäischen Staats- und Regierungschefs die Verhandlungen wieder aufgenommen. Die größten Vorbehalte äußerten während des Gipfels Polen und Großbritannien. Polen beklagte eine Benachteiligung gegenüber größeren Staaten wie Deutschland und Frankreich durch das geplante neue Abstimmungssystem der doppelten Mehrheit. Im Verlauf der Verhandlungen hatte Kanzlerin Merkel dem polnischen Präsidenten Lech Kaczyński bereits angedroht, eine Einigung ohne Polen anzustreben. Zahlreiche Gipfelteilnehmer waren verärgert, dass nicht Lech Kaczynski über die Verhandlungen zu entscheiden hatte, sondern sein Bruder und polnischer Ministerpräsident Jarosław Kaczyński in Warschau. Luxemburgs Premierminister Jean-Claude Juncker erklärte: „Ich habe es streckenweise auch als Zumutung auch für die sich sehr geschickt verhaltende Bundeskanzlerin empfunden, dass man ihr nicht denjenigen an den Verhandlungstisch schickt, der den Daumen heben oder kippen kann, sondern dass man seinen Bruder schickt.“ Die Staats- und Regierungschefs erzielten schließlich einen Kompromiss und verständigten sich darauf, die Einführung des Abstimmungssystems der "doppelten Mehrheit" von 2009 auf 2014 zu verschieben, mit einer Übergangsfrist bis 2017. Diese Vereinbarung ermöglichte es Polen, sein überproportionales Stimmengewicht im Europäischen Rat weitere zehn Jahre auszuüben.
Premierminister Blair hatte auf der Forderung beharrt, dass die Charta der Grundrechte der Europäischen Union „kein in Großbritannien einklagbares Recht schaffen dürfe“. Vertreter anderer Mitgliedstaaten betonten im Gegensatz dazu, dass ihnen die Rechtsverbindlichkeit der Charta besonders wichtig sei. Sie hatten bereits den Vorschlag, die Grundrechte-Charta nicht in die Verträge aufzunehmen, sondern durch einen Querverweis ihre Rechtsverbindlichkeit festzustellen, kritisiert. Weiterhin forderte Blair, dass der Titel des geplanten EU-Außenministers auf Hoher Vertreter der EU für Außen- und Sicherheitspolitik eingeschränkt werden sollte. Die Forderungen Blairs standen im Zusammenhang mit dem Wunsch, in Großbritannien keine Volksabstimmung über die EU-Reform abzuhalten. Daher mussten die aus britischer Sicht besonders weitreichenden Bestimmungen zu den Grundrechten und zur Außenpolitik abgeschwächt werden. Nach langen Diskussionen stimmten die Staats- und Regierungschefs schließlich zu, dass Großbritannien in der Außen- und Sicherheitspolitik eine „Reserveposition“ einnehmen und sich Teilen der gemeinsamen Innen- und Justizpolitik enthalten konnte. Nach Abschluss der Konferenz erklärte der französische Präsident Nicolas Sarkozy zur Grundrechte-Charta: „Sie wird das Vereinigte Königreich nicht betreffen“. Zugleich beschlossen die Staats- und Regierungschefs, dass die EU bei Inkrafttreten des Reformvertrages 2009 einen Hohen Vertreter für Außen- und Sicherheitspolitik erhalten werde, dem als Vize-Präsidenten der EU-Kommission die Rolle eines EU-Außenministers zufallen würde.
Alle Staats- und Regierungschefs äußerten sich nach der Einigung zufrieden. Kanzlerin Merkel sprach von einem „deutlichen, wichtigen Fortschritt für die Europäische Union“. Es sei wichtig gewesen, „dass wir aus der Starre herauskommen“, so Merkel weiter. Sie sei zuversichtlich, dass jetzt der neue EU-Vertrag 2009 wie geplant in Kraft treten werde: „Wir haben es geschafft, in einer nicht ganz einfachen Arbeit, die 27 Mitgliedstaaten auf einen Weg zu führen.“ Man habe die Kompromissbereitschaft „bis ans Ende ausgereizt“, bekräftigte sie.